# 2024年习近平访问法国、塞尔维亚和匈牙利
2024年5月5日至10日，中国共产党中央委员会总书记、中华人民共和国主席习近平对法国、塞尔维亚、匈牙利进行国事访问。

## 背景
2024年4月，在中共中央政治局委员、中央外事工作委员会办公室主任、中华人民共和国外交部部长王毅对欧洲进行访问的数天前，他与法国总统外交顾问埃马纽埃尔·博纳通电话，商讨“为两国全面战略伙伴关系增添新内涵”。
习近平此次出访恰逢1999年5月7日美国轰炸中国驻南联盟大使馆事件25周年，此次事件所体现出的中国对北约的态度和举动成为舆论关注的焦点。
匈牙利总理欧尔班·维克托的幕僚长古亚什·盖尔盖伊于4月25日的新闻发布会上表示，习近平将于5月8日至10日访问匈牙利。

## 访问行程
5月5日上午，习近平乘专机离开北京，对上述三国进行国事访问。随行的人员有：习近平夫人彭丽媛，中共中央政治局常委、中共中央办公厅主任蔡奇，中共中央政治局委员、中央外办主任、外交部长王毅等。

### 法国
5月5日下午，习近平抵达巴黎，开始对法国进行国事访问。

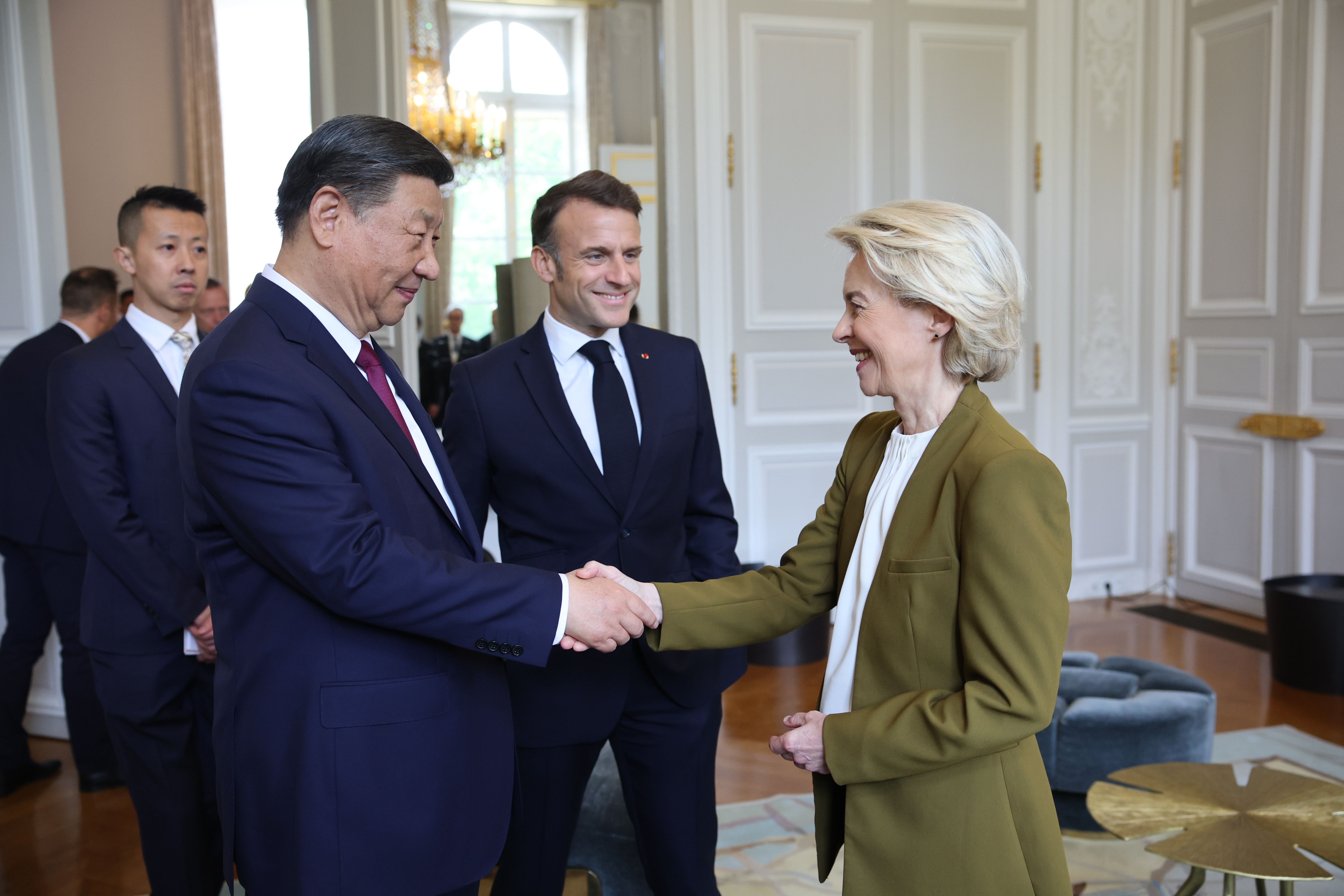
欧盟委员会主席乌尔苏拉·冯德莱恩、法国总统埃马纽埃尔·马克龙与习近平在巴黎爱丽舍宫合影留念

5月6日，习近平应邀在巴黎爱丽舍宫同法国总统马克龙、欧盟委员会主席冯德莱恩举行中法欧领导人三方会晤，讨论中欧关系、中法关系、俄罗斯入侵乌克兰、以哈战争等问题。法国总理加布里埃尔·阿塔尔等法国政府高级代表迎接习近平。
下午，习近平在爱丽舍宫同法国总统马克龙举行会谈。会谈前，习近平向马克龙赠送北京奥运火炬（2022年冬奥会和2008年夏奥会火炬），马克龙回赠巴黎奥运会火炬作为国礼。
习近平还同马克龙在巴黎共同出席中法企业家委员会第六次会议闭幕式并发表主旨演讲。当晚，习近平和夫人彭丽媛出席马克龙和夫人布丽吉特在爱丽舍宫举行的欢迎宴会。在讨论签证问题后，中方宣布将对法国、德国、意大利、荷兰、西班牙、马来西亚、瑞士、爱尔兰、匈牙利、奥地利、比利时、卢森堡12个国家的公民入境免签政策延长至2025年12月31日。
5月7日，法国总统马克龙总统夫妇陪同习近平和彭丽媛前往马克龙祖母的出生地上比利牛斯省。

### 塞尔维亚
此次访问塞尔维亚正值1999年美国轰炸中国驻南联盟大使馆事件25周年，事件中有3名中国记者遇难。习近平在访问前夕在塞尔维亚《政治报》撰写文章指出：“中塞友谊浸透着两国人民共同流淌的鲜血，成为两国人民共同记忆，将激励双方共同迈出新的步伐。”
5月7日晚，应塞尔维亚总统亚历山大·武契奇邀请，习近平抵达贝尔格莱德，对塞尔维亚进行国事访问。习近平抵达贝尔格莱德尼古拉·特斯拉国际机场时，塞尔维亚总统武契奇和夫人塔玛拉·武契奇、国家对华合作委员会主席、前总统托米斯拉夫·尼科利奇和夫人德拉吉察·宁科维奇、国民议会议长安娜·布納比奇、总理米洛什·武切维奇、内务部长伊维察·达契奇在机场迎接。
5月8日上午，习近平在贝尔格莱德国会大厦同塞尔维亚总统武契奇举行会谈。双方签署了《关于深化和提升中塞全面战略伙伴关系、打造新时代中塞命运共同体的联合宣言》。两国元首还就共建“一带一路”、绿色发展、数字经济、电子商务、基础设施、经济技术发展、信息通信、农业和粮食、媒体等领域签署了双边合作协议。习近平还表示，中方支持塞方在科索沃问题上维护国家主权和领土完整的努力。武契奇表示，塞尔维亚将在一切涉及中国核心利益的问题上，继续同中方坚定站在一起。
中午，武契奇和塔玛拉在国会大厦为习近平和彭丽媛举行欢迎宴会。

### 匈牙利
5月8日晚，习近平抵达布达佩斯，对匈牙利进行国事访问。匈牙利总理欧尔班·维克托和夫人莱瓦伊·阿尼科、外交部长西雅尔多·彼得和其他政府高级官员在布達佩斯李斯特·費倫茨國際機場迎接习近平。5月9日上午，习近平在布达佩斯出席匈牙利总统舒尤克·道马什和总理欧尔班·维克托共同举行的欢迎仪式。
5月9日下午，习近平在布达佩斯总理府与欧尔班举行会谈。两国均表示对“一带一路”倡议感到满意，中方支持匈牙利在欧盟内发挥更大作用，推动中欧关系发展。此次访问引发了有关西藏人权问题的抗议活动。两国领导人宣布将中匈关系提升为全天候全面战略伙伴关系。
5月10日晚，习近平从布达佩斯机场起飞返回北京，结束此次欧洲访问行程。